# روبرتو آرگوئلو
 روبرتو آرگوئلو (انگلیسی: Roberto Argüello؛ زاده ۱۲ مهٔ ۱۹۶۳) یک تنیس‌باز اهل آرژانتین است.